# Michel Reveyrand-de Menthon
Pour les articles homonymes, voir Famille de Menthon.
 (décembre 2023).
Si vous disposez d'ouvrages ou d'articles de référence ou si vous connaissez des sites web de qualité traitant du thème abordé ici, merci de compléter l'article en donnant les références utiles à sa vérifiabilité et en les liant à la section « Notes et références ».
Michel Reveyrand-de Menthon, né le 12 juin 1950, est un diplomate français.

## Biographie

### Origines
Né le 12 juin 1950, Michel Reveyrand de Menthon est le fils illégitime de François de Menthon et de Marguerite Reveyrand, résistante lyonnaise. Il est ainsi le demi-frère du haut fonctionnaire Jean de Menthon.

### Carrière
De 1987 à 1988, Michel Reveyrand-de Menthon est l'adjoint au sous-directeur du budget au ministère de la Coopération puis de 1989 à 1990, au chef du département des concours financiers, avant d'en devenir conseiller technique de 1990 à 1991, puis de rejoindre le ministre des Affaires étrangères au même poste de 1991 à 1992. De 1992 à 1994, il rejoint le ministère de l'Économie et des Finances et devient administrateur civil à la direction générale du Trésor.
Il rejoint le secteur privé, en 1994, où il est adjoint au directeur des financements structurés au Crédit local de France-Groupe Dexia, dont il devient directeur régional pour la Haute-Normandie, en 1996. En 1998, il retourne au secrétariat d’État à la Coopération puis au ministère des Affaires étrangères, comme chef du service de la coordination géographique puis en 2000, au ministère de l'Économie et des Finances, des Finances et de l’Industrie, où il devient conseiller financier pour l’Afrique à la direction du Trésor, Afrique centrale et orientale, puis Afrique de l’ouest, australe et Océan indien.
En 2006, il est nommé ambassadeur de France au Mali, puis de 2011 à 2013, au Tchad,.

### Vie privée
Il est l'époux de l'ancienne ministre de la Santé Marisol Touraine.

## Décorations
- Chevalier de la Légion d'honneur (2011)[6]